# کیج فورس
کیج فورس (انگلیسی: Cage Force) شرکت تبلیغات ورزشی ژاپنی و از سازمان‌های فعال هنرهای رزمی ترکیبی است، که در سال ۲۰۰۶ توسط تویوکی کابو تأسیس شد.